# فابین سنتونز
فابین سنتونز (انگلیسی: Fabien Centonze؛ زادهٔ ۱۶ ژانویهٔ ۱۹۹۶) بازیکن فوتبال اهل فرانسه است.
از باشگاه‌هایی که در آن بازی کرده‌است می‌توان به باشگاه فوتبال متس، باشگاه فوتبال کلرمون فوت، و باشگاه فوتبال لانس اشاره کرد.